# Teresa Martínez de Varela
Teresa Martínez de Varela, conocida también como Ilsa de Andágueda (1 de julio de 1913 - 16 de junio de 1998), fue una escritora, poetisa y maestra afrocolombiana. Fue una de las primeras mujeres en Colombia en publicar obras literarias. A pesar de las barreras que encontró en cuanto a su posición como mujer afrocolombiana de clase media, Martínez dejó muchos manuscritos inéditos a la fecha de su fallecimiento. Redescubierta en 2009, cuando Úrsula Mena Lozano publicó su biografía, algunas de sus obras fueron luego recogidas en una antología publicada por el Ministerio de Cultura en 2010. Hoy en día es considerada una de las voces pioneras en la incorporación de la identidad africana en Colombia al panorama literario del país y una de las principales intelectuales de su época. La más reciente republicación de su novela Mi cristo negro de 1983 se da en el año 2022 como parte de la primera colección de la Biblioteca de escritoras colombianas, iniciativa del Ministerio de Cultura de Colombia y la Biblioteca Nacional de Colombia.

## Biografía
Teresa de Jesús Martínez Arce nació el 1 de julio de 1913 en Quibdó, capital del departamento del Chocó, hija de Ana Teresa Arce Campaña y Eladio Martínez Vélez. Su padre, de ascendencia afrocolombiana, trabajaba con embarcaciones en el río Atrato, propietario de  un aserradero a orillas del río Atrato, era ebanista, sus obras posaron en iglesias importantes de la región y eran llevadas hasta los EE. UU.. Además era músico aficionado y fabricaba guitarras y tiples. Su madre tenía ascendencia española y animó a Martínez a leer de la gran biblioteca de su padre desde muy joven. Al no permitírsele jugar con los niños negros de su vecindario, era consciente de sus diferencias, se destacaba entre sus compañeros de escuela por ser mulata, considerando las políticas de raza y discriminación de la época. Era una gran lectora, consumiendo revistas y periódicos de la capital, así como obras de autores como Jorge Luis Borges, Julio Cortázar, Simone de Beauvoir, Victor Hugo, Jean Paul Sartre y Harriet Beecher Stowe.
Martínez asistió a la Escuela de la Presentación en Quibdó,uno de los colegios más notables de la ciudad y al que asistían las jóvenes de familias reputadas. Por su color y mestizaje mulato no se le permitió continuar su educación allí. Se mudó a la ciudad caribeña de Cartagena para completar sus estudios secundarios en el Colegio Pío X, obteniendo una maestría en inglés y francés. Luego asistió a la escuela normal en Cartagena, antes de regresar a Quibdó para comenzar a investigar las diferencias de la esclavitud en las costas atlántica y pacífica de Colombia, uno de los temas que se volverían centrales en su producción intelectual y literaria. Por ese entonces se casó con el comerciante Pedro Varela Restrepo, con quien tuvo seis hijos: Eladio Enrique, Pedro Francisco, Jairo de Fátima, destacado músico y compositor fundador de la orquesta de salsa Grupo Niche, Martha, Norma María y Martha Lucía.
Por encima de su obra, los que la conocían destacaban su personalidad. Teresa Martínez de Varela fue considerada una mujer dinámica, vital, locuaz, enérgica, emprendedora y hasta quejumbrosa. Durante sus años de madurez expresaba saber que su obra sería reconocida en el futuro.

## Carrera
Martínez comenzó su carrera como docente en 1932, en la Escuela Urbana de Bagadó, Chocó.Llegó a la docencia desde su deseo de desligarse del rol de ama de casa. Cuando se separó de su esposo empezó a enseñar español, pintura y tejido en la Escuela de Artes y Oficios de Quibdó. Publicó su primera novela, Guerra y amor, en 1947, una historia de amor en medio de los estragos de la Segunda Guerra Mundial en Europa. en 1948 le entrega un poema al entonces presidente Mariano Ospina Pérez en nombre del Chocó, en medio del caos que desató en la nación el magnicidio de Jorge Eliécer Gaitán. Hacia la década del 50 incursionó como periodista, participando durante el gobierno de Gustavo Rojas Pinilla en la primera caravana de periodistas al Chocó en enero de 1954, como única mujer en medio de hombres. En 1967, Martínez se mudó a Bogotá con sus hijos. Allí enseñó en el Colegio Femenino de Bachillerato y Comercio. Después de pasar varios años en la capital, regresó al Chocó, donde se convirtió en la directora de la Normal de Istmina y más tarde ofició como jefa de la Normal de Señoritas en Quibdó y como Secretaria de Educación del Departamento del Chocó.
A pesar de la dificultad que tuvo para encontrar editores tuvo una producción literaría prolífica. Publicó poemas y ensayos evaluando los problemas culturales, históricos y políticos que enfrentaba Colombia, incorporando temas religiosos, románticos, bélicos y humorísticos. Su trabajo mostró un profundo conocimiento de la historia del país, así como de sus tradiciones literarias y musicales. Publicó obras dramáticas como El nueve de abril, en protesta por el asesinato en 1948 del candidato presidencial Jorge Eliécer Gaitán; Las fuerzas armadas; La madre fósil.
También hizo contribuciones en el campo musical, por ejemplo su ópera, La virgen loca, que dedica al político chocoano Diego Luis Córdoba. Además publicó "himnos marciales y místicos, un pasodoble a Bogotá, boleros, villancicos y una misa de Navidad".
Entre sus obras poéticas se encuentran Visiones y Vivencias de la dimensión desconocida, Ciudades de Colombia, Fragua de Marte, Pirotecnia de la fe y Vivencias de una tormenta de amor, que combinan el modernismo latinoamericano con ritmos tradicionales africanos. En 1983 publicó Mi Cristo negro a modo de comentario a la ejecución del poeta y polifacético Manuel Saturio Valencia, personalidad chocoana reconocido por haber sido la última persona ejecutada bajo pena de muerte en Colombia. El libro se hizo muy conocido entre la comunidad negra en Colombia, contribuyendo a la concientización sobre el racismo y sirviendo como catalizador para que el orgullo negro resurgiera en la región.Además, de que esta novela se convirtiera en su obra más reconocida, para Martínez representó un punto de deconstrucción sobre el canon en el que formulaba anteriormente su obra. Encuentra durante la investigación, llevada a cabo durante su periodo trabajando como secretaria de juzgado, sobre la vida de Saturio, una representación de sí misma reconocer las dificultades que representan el pertenecer y no pertenecer debido a su raza y así se comienza a reconciliar con su negritud.
Aunque Martínez creía que era incomprendida y que había sido pasada por alto por los críticos literarios y los editores debido a su género y raza, esperaba que su trabajo fuera reconocido. Recibió algún reconocimiento durante su vida, ya que fue incluida en el libro Mujeres Intelectuales de América por la Oficina Central de Información de Caracas, Venezuela. Fue invitada por el poeta Jorge Rojas, quien en ese entonces era el primer director del Instituto Colombiano de Cultura, para recorrer el país y presentar su poesía. En 1993 llamó la atención de la escritora Úrsula Mena Lozano, quien leyó algunas de sus poesías mientras preparaba una presentación sobre los escritores afrocolombianos. Las dos mujeres se conocieron y Mena se empeñó en escribir una biografía para preservar el legado de Martínez.
Obras
Obra literaria
- Guerra y amor, 1947.
- El nueve de abril.
- Las fuerzas armadas.
- La madre fósil.
- Visiones y Vivencias  de la dimensión desconocida.
- Ciudades de Colombia.
- Fragua de Marte..
- Pirotecnia de la fe.
- Vivencias de una tormenta de amor.
- Mi cristo negro, 1983.

Obra musical
- La virgen loca.
- Himnos marciales y místicos.

## Fallecimiento y legado
Martínez murió el 16 de junio de 1998 en Cali, Valle del Cauca. En 2009, Úrsula Mena Lozano publicó la biografía En honor a la verdad, reavivando el interés y la valoración de la autora. Al año siguiente, el Ministerio de Cultura incluyó una biografía de Martínez y algunas de sus obras en una antología de poetas afrocolombianos. En la actualidad es reconocida como una de las voces pioneras de los escritores afrocolombianos y como una de las intelectuales más importantes de su época.

### Citas
1. ↑  «Conversatorio sobre Teresa Martínez de Varela y Amalia Lu Posso Figueroa».
2. ↑  [: https://canaltrece.com.co/noticias/asi-sera-la-nueva-biblioteca-de-escritoras-colombianas/ «Conoce la nueva Biblioteca de Escritoras Colombianas»].
3. 1 2 3 4 5 6 7 8 9 10  Mannaa, 2016.
4. 1 2 3 4 5 6 7 8 9 10  Libreros, 2012.
5. 1 2 3 4 5 6 7 8 9  Castro Rico, 2017.
6. 1 2  Mena, 2009.
7. ↑  «A Teresa Martínez de Varela le decían loca por querer ser sabia».
8. 1 2 3 4 5 6  Ocampo Zamorano y Cuesta Escobar, 2010, p. 71.
9. ↑  «Teresa Martínez de Varela, una chocoana de armas tomar».
10. 1 2 3  Duque Castillo, 2013, p. 127.
11. 1 2 3 4 5 6  Cornejo, 2012.
12. 1 2 3 4 5  Mera, 2009.
13. ↑  «Conversatorio sobre Teresa Martínez de Varela y Amalia Lu Posso Figueroa».
14. ↑  Ocampo Zamorano y Cuesta Escobar, 2010, pp. 71–78.